# Federação de Futebol do Chile
A Federação de Futebol do Chile (em castelhano: Federación de Fútbol de Chile) é a entidade máxima do futebol no Chile. Fundada em 19 de junho de 1895, é a segunda federação sulamericana em antiguidade. É uma das quatro entidades fundadoras da Confederação Sul-americana de Futebol (CONMEBOL) em 1916. É responsável pela organização de campeonatos de alcance nacional, como o Campeonato Chileno de Futebol. Também administra a Seleção Chilena de Futebol e a Seleção Chilena de Futebol Feminino.
É encarregada de supervisionar as seguintes associações:
- Asociación Nacional de Fútbol Profesional (ANFP): Originalmente chamada Asociación Central de Fútbol (ACF). Composta pelos clubes profissionais de futebol
- Asociación Nacional de Fútbol Amateur (ANFA): Composta pelos clubes amadores de futebol

Estas duas associações administram o Instituto Nacional del Fútbol (INF) criado em 1996 para a formação de árbitros, treinadores, engenheiros de administração de empresas desportivas e técnicos de nível superior em operação e manutenção de áreas desportivas e recreativas. Também mantém escolas de futebol e cursos de aperfeiçoamento dos formados.

## História
Depois de uma reunião no café Pacífico de Valparaíso, em 19 de junho de 1895 se fundou a Football Association of Chile. Presidida por David Scott, a federação era a encaregada da organização do  futebol no Chile.
Em 1913 a Federación de Fútbol de Chile se filiou como membro da FIFA. Em 1916 foi uma das fundadoras da CONMEBOL.
Em 24 de janeiro de 1926, a Federación de Football de Chile se fundiu com a Asociación de Football de Chile, criando assim uma única entidade que controlaria o destino do futebol do Chile. Com a unificação se manteve o nome de Federación de Football de Chile e a sede em Valparaíso.

## Presidentes
- David Scott (1895 - ...)
- Oscar Morales del Villa
- Carlos Dittborn (1954-1956)
- Francisco Fluxá (1973-1974)
- Rolando Molina
- Abel Alonso
- Miguel Nasur (1987 - 1988)
- Ricardo Abumohor (1993 - 1999)
- Mario Mosquera (1999)
- Miguel Bauzá
- Osvaldo Band
- Reinaldo Sánchez (a partir de 2001)

## Feitos
- A Federación de Fútbol de Chile foi encerregada de organizar as:
  - Copa do Mundo de Futebol de 1962.
  - Copa do Mundo de Futebol Juvenil de 1987.
  - Campeonato Sulamericano de 1920, 1926, 1941, 1945 e 1955, e a Copa América de 1991

- A Federación de Fútbol de Chile foi suspensa pela FIFA e excluida de disputar a Copa do Mundo de 1994 por infringir o regulamento com a simulação do goleiro Roberto Rojas numa partida válida pelas eliminatórias da Copa do Mundo de 1990 contra a Seleção Brasileira de Futebol em que o mesmo fingiu ter sido atingido por um morteiro no Estádio do Maracanã.

- O Chile organizará o Mundial Feminino Sub-20 de Futebol da FIFA, de 19 de novembro a 7 de dezembro, nas cidades de Temuco, Chillan, Santiago e Coquimbo